# Великобритания на зимних Олимпийских играх 2006
Великобритания принимала участие в Зимних Олимпийских играх 2006 года в Турине (Италия) в двадцатый раз, и завоевала одну серебряную медаль.

## Медали
- Серебро: Скелетон, женщины — Шелли Рудман.

## Состав сборной
Сборную страны представляли 39 спортсменов: 16 женщин и 23 мужчины, они соревновались в 9 видах спорта:
- биатлон
- бобслей
- горнолыжный спорт
- кёрлинг
- санный спорт
- скелетон
- сноуборд
- фигурное катание
- шорт-трек

Самой молодой участницей британской сборной была 20-летняя сноубордистка Кейт Фостер, самой старшей была 40-летняя кёрлингистка Джеки Локхарт.
Знаменосцем была кёрлингистка Рона Мартин, чемпионка предыдущей Олимпиады.

## Результаты

### Кёрлинг
Мужская команда заняла четвёртое место, женская — пятое.
Женщины
Состав команды: Рона Мартин (скип),Джеки Локхарт, Келли Вуд, Линн Кэмерон, Дебора Нокс. Клуб Greenacres CC, Хоувуд.
Мужчины
Состав команды: Дэвид Мёрдок (скип), Эван Макдональд, Уорвик Смит, Юан Байерс, Крейг Уилсон. Клуб Lockerbie CC, Локерби

### Санный спорт
Мужчины (одиночные сани)
| Спортсмен   | Итог    | Итог    | Итог     | Итог    | Итог        | Итог  |
| Спортсмен   | 1 заезд | 2 заезд | 3 заезд  | 4 заезд | Общее время | Место |
| ----------- | ------- | ------- | -------- | ------- | ----------- | ----- |
| Марк Хаттон | 52,790  | 52,720  | 1:34,895 | 52,494  | 4:12,899    | 35    |
| Адам Роузен | 52,610  | 52,130  | 52,093   | 52,150  | 3:28,983    | 16    |

### Скелетон
Женщины соревновались 16 февраля, а мужчины — 17 февраля. Соревнования прошли в Чезане Париоль (итал. Cesana Pariol).
| Спортсмен      | Соревнование | Итог    | Итог    | Итог    | Итог  |
| Спортсмен      | Соревнование | Спуск 1 | Спуск 2 | Время   | Место |
| -------------- | ------------ | ------- | ------- | ------- | ----- |
| Кристан Бромли | среди мужчин | 58,35   | 58,75   | 1:57,10 | 5     |
| Адам Пенгилли  | среди мужчин | 58,37   | 59,09   | 1:57,46 | 8     |
| Шелли Рудман   | среди женщин | 1:00,57 | 1:00,49 | 2:01,06 | 2     |

### Сноуборд
Хафпайп
Сноуборд-кросс

### Фигурное катание
Танцы на льду
Соревнования в танцах на льду на зимних Олимпийских играх 2006 прошли 17, 19 и 20 февраля в Турине (Италия) на искусственном льду арены «Палавела» в Турине. После скандала на предыдущей Олимпиаде была введена новая система оценок. Великобританию представляли шотландцы, сестра и брат Шинед Керр и Джон Керр, это была их первая Олимпиада.
| Athlete              | Обязательный танец | Обязательный танец | Оригинальный танец | Оригинальный танец | Произвольный танец | Произвольный танец | Итог         | Итог  |
| Athlete              | Баллы              | Место              | Баллы              | Место              | Баллы              | Место              | Всего баллов | Место |
| -------------------- | ------------------ | ------------------ | ------------------ | ------------------ | ------------------ | ------------------ | ------------ | ----- |
| Шинед Керр Джон Керр | 31,58              | 11                 | 50,28              | 11                 | 85,57              | 13                 | 167,43       | 10    |

### Шорт-трек
Соревнования прошли 12-25 февраля на ледовой арене «Палавела» в Турине.